# Universität des Mittelmeeres Aix-Marseille II
Die Universität des Mittelmeeres Aix-Marseille II (französisch: Université de la Mediterranée Aix-Marseille II) war eine von drei staatlichen Universitäten im Großraum Marseille. Ihre Standorte waren Aix-en-Provence, Gap und Marseille. Gegründet wurde sie 1969. Sie ging im Jahr 2011 in der Universität Aix-Marseille auf.
Benannt war sie nach dem Mittelmeer, an dessen Küste die Stadt Marseille liegt.

## Geschichte
Die Universität wurde im Rahmen der Neuordnung der französischen Universitäten durch das Loi Faure 1968 aus Teilen der Universität Aix-Marseille gegründet. Im Jahre 1994 benannte sich die Universität in „Universite de la Mediterranée“ um.

## Gliederung in Fachbereiche und Orte
Es bestehen die drei Fachbereiche Gesundheit und Medizin (Secteur Santé), Naturwissenschaften (Secteur Sciences) und Technik, Mensch, Gesellschaft (Secteur Sciences de l'Homme, de la Société et des Techniques).

## Schwerpunkte und bekannte Institute
- Centre d’océanologie de Marseille (Ozeanologisches Zentrum Marseille)
- Faculté des Sciences de Luminy (Fakultät der Wissenschaften Luminy)
- École supérieure d’ingénieurs de Luminy (Ingenieurshochschule Luminy)
- Institut de Mécanique de Marseille (Mechanisches Institut Marseille)
- École de journalisme et de communication de Marseille (Journalismus- und Kommunikationsschule Marseille)
- Institut Universitaire de Technologie (Universitäres technologisches Institut)
- Institut Régional du Travail (Regionales Institut für Arbeit)